# Le complici
Le complici è un film italiano del 1998 diretto da Emanuela Piovano.

## Trama
Roma. Marta, sconvolta e impaurita, si precipita nell'ambulatorio dove Anna lavora e racconta di aver trovato un uomo morto. Presto si scoprirà che lo stesso uomo ha passato la notte con Anna, e le due amiche sono le ultime persone ad averlo visto ancora in vita. La situazione si chiarirà solo quando la polizia scoprirà che il morto era un trafficante di droga e sarà trovato il vero colpevole, un usuraio.